# Fucellia antennata
Fucellia antennata är en tvåvingeart som beskrevs av Stein 1910. Fucellia antennata ingår i släktet Fucellia och familjen blomsterflugor. Inga underarter finns listade i Catalogue of Life.